# Calanthemis scioae
Calanthemis scioae là một loài bọ cánh cứng trong họ Cerambycidae.